# Wahl zur Nationalversammlung in der Türkei 1965
- TİP: 14
- CHP: 134
- Unabh.: 1
- YTP: 19
- AP: 240
- MP: 31
- CKMP: 11

Die Wahl zur Nationalversammlung in der Türkei 1965 fand am 10. Oktober 1965 statt.
Es wurden 442 männliche und 8 weibliche Abgeordnete durch das Volk gewählt. Dies entsprach einem Frauenanteil von 1,78 Prozent. 276 bzw. 61,33 Prozent aller Abgeordneten waren neu, 174 bzw. 38,67 Prozent der Abgeordneten hatten schon bei der vorherigen Wahl teilgenommen.

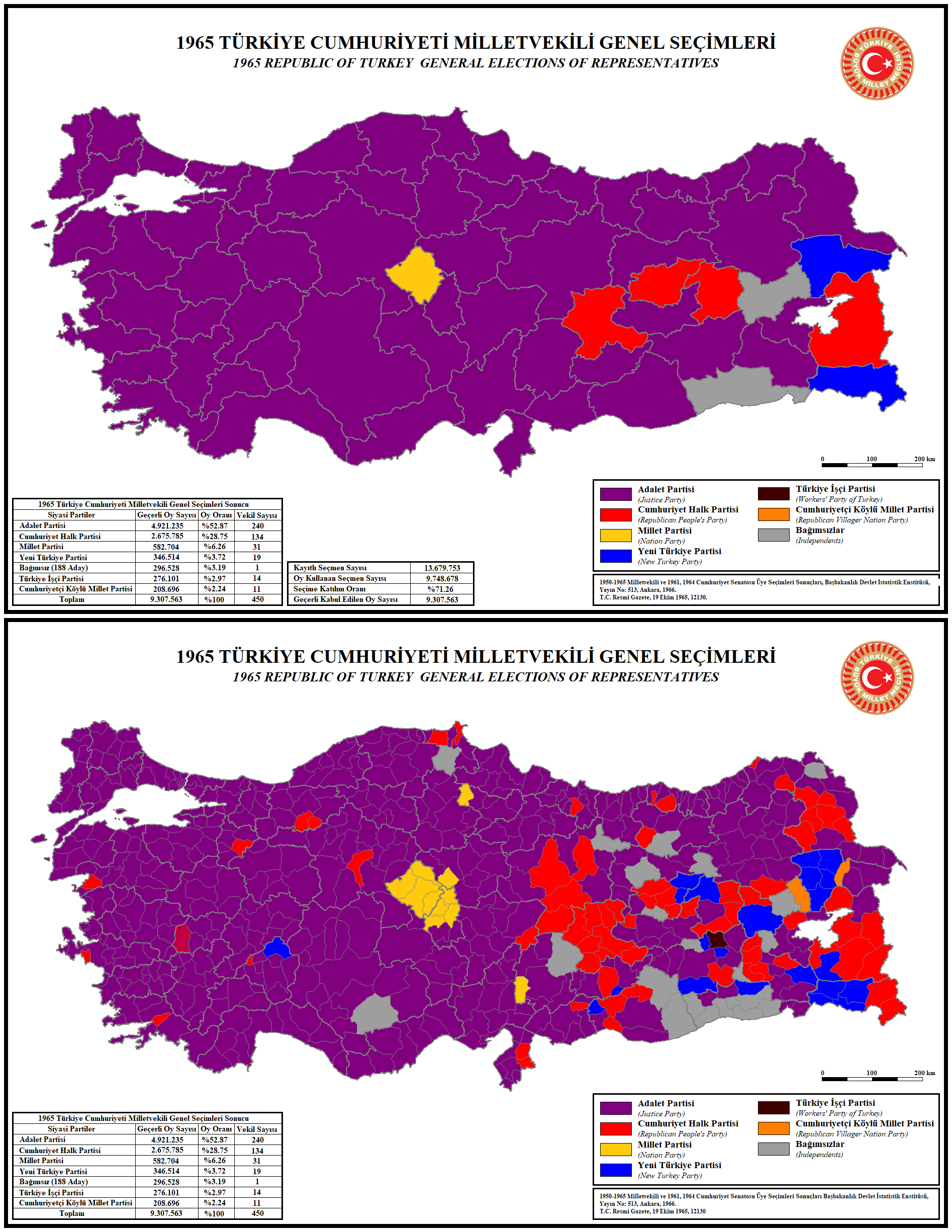

## Ergebnis
| Partei                                           | Partei                                    | Stimmen    | Stimmen | Stimmen | Sitze  | Sitze |
| Partei                                           | Partei                                    | Anzahl     | %       | +/−     | Anzahl | +/−   |
| ------------------------------------------------ | ----------------------------------------- | ---------- | ------- | ------- | ------ | ----- |
|                                                  | Gerechtigkeitspartei (AP)                 | 4.921.235  | 52,87   | +18,08  | 240    | +82   |
|                                                  | Republikanische Volkspartei (CHP)         | 2.675.785  | 28,75   | −7,99   | 134    | −39   |
|                                                  | Volkspartei (MP)                          | 582.704    | 6,26    | Neu     | 31     | Neu   |
|                                                  | Partei der Neuen Türkei (YTP)             | 346.514    | 3,72    | −10,01  | 19     | −46   |
|                                                  | Unabhängige                               | 296.528    | 3,19    | +2,38   | 1      | +1    |
|                                                  | Arbeiterpartei der Türkei (TİP)           | 276.101    | 2,97    | Neu     | 14     | Neu   |
|                                                  | Republikanische Bauern-Volkspartei (CKMP) | 208.696    | 2,24    | −11,72  | 11     | −43   |
| Gesamt                                           | Gesamt                                    | 9.307.563  | 100,00  |         | 450    |       |
| Gültige Stimmen                                  | Gültige Stimmen                           | 9.307.563  | 95,48   | −0,86   |        |       |
| Ungültige Stimmen                                | Ungültige Stimmen                         | 441.115    | 4,52    | +0,86   |        |       |
| Wahlbeteiligung                                  | Wahlbeteiligung                           | 9.748.678  | 71,26   | −10,15  |        |       |
| Nichtwähler                                      | Nichtwähler                               | 3.931.075  | 28,74   | +10,15  |        |       |
| Registrierte Wähler                              | Registrierte Wähler                       | 13.679.753 |         |         |        |       |
| Quelle: Türkisches Statistisches Institut (TÜİK) |                                           |            |         |         |        |       |